# Avenida Bernardino Caballero
La Avenida Bernardino Caballero es una de las principales arterias viales de las localidades paraguayas de Ciudad del Este y Presidente Franco. Es la avenida en sentido de norte a sur según la cartografía oficial de la DGEEC, y en ella, se localizan las principales sedes y entes departamentales del Alto Paraná.
La avenida suele albergar eventos culturales de gran importancia para Ciudad del Este, como el tradicional desfile estudiantil, militar, policial y ciudadano que conmemora la independecia del país. En donde se congregan las autoridades municipales, estudiantes, maestros y la ciudadanía en general.

## Recorrido
Es un tramo de unos 10,5 kilómetros que inicia en la intersección de la calle Concejal Romero, y la avenida Pioneros del Este; en el microcentro esteño; y termina en cercanías del Río Monday, en la jurisdicción de Franco y próximo a la localidad argentina de Puerto Iguazú. La parte mejor conservada de la avenida se encuentra en Ciudad del Este el cual posee dos carriles por sentido y 4,3 kilómetros de tramo hasta el límite con el arroyo Saltito. Los 6,2 kilómetros restantes posee un carril por sentido y recorre desde el mencionado arroyo y el casco urbano de Presidente Franco, hasta la zona menos poblada de la ciudad. 
En la actualidad la avenida también conecta con el nuevo Puente Internacional de la Integración, y el Corredor Metropolitano del Este, este último aún en construcción.

## Sitios de interés
- Parque Memorial Chiang Kai-shek
- Plaza Alejo García
- Gobernación del Alto Paraná
- Estadio Antonio Aranda
- Juzgado de la Niñez y Adolescencia
- Centro Regional de Educación «Dr. José Gaspar Rodríguez de Francia»
- Mercado Municipal de Abasto